# Década de 1220 a.C.

## Eventos
- 1223 a.C. - Após o fim da dinastia atíada em Sardis, Ágron, filho de Nino, passa a reinar. Sua dinastia reinou sobre a Lídia por 505 anos e 22 gerações, até Candaules, filho de Mirsos.[1]